# آلین الکسوج
آلین الکسوج کیوراریو (به انگلیسی: Alin Alexuc-Ciurariu) ورزشکار مرد رشتهٔ کشتی فرنگی متولد ۳ فوریهٔ ۱۹۹۰ در کشور رومانی است. وی سابقه حضور در المپیک ۲۰۱۲ لندن، المپیک ۲۰۱۶ ریو، المپیک ۲۰۲۰ توکیو و المپیک ۲۰۲۴ پاریس را دارد.
از افتخارات وی می‌توان به کسب مدال برنز قهرمانی کشتی جهان ۲۰۲۲ اشاره کرد.
او در المپیک ۲۰۱۶ ریو در وزن ۹۸ کیلو حاضر بود که در دور اول حمدی السعید از مصر را شکست داد اما در دور بعد از آرتور الکسانیان کشتی‌گیر ارمنستانی شکست خورد و با توجه به حضور این کشتی‌گیر در فینال، به دیدار شانس مجدد رفت. او در مرحله شانس مجدد دیاگورو تیامونچینی از ایتالیا را شکست داد اما در دیدار رده‌بندی به جنک ایلدم کشتی‌گیر ترکیه ای باخت و پنجم شد.
وی در المپیک توکیو با شکست در مقابل امین میرزازاده کشتی گیر ایرانی از کسب مدال برنز بازماند.

## فعالیت حرفه‌ای

### قهرمانی کشتی جهان ۲۰۲۲
هاروتیونیان در وزن ۱۳۰ کیلوگرم کشتی فرنگی قهرمانی کشتی جهان ۲۰۲۲ بلگراد شرکت کرد، او در مسابقه اول عبدالطیف محمد از مصر را مغلوب کرد اما در مسابقه بعد به رضا کایالپ از ترکیه باخت و با توجه به حضور این کشتی‌گیر در فینال، به دیدار شانس مجدد رفت. او در مرحله شانس مجدد اولکساندر چرنتسکی از اوکراین را شکست داد و به دیدار رده‌بندی رسید. وی در این دیدار مومن‌جان عبدالله‌یف از ازبکستان را شکست داد و مدال برنز را بدست آورد.